# Skylar Astin
Skylar Astin (* 23. září 1987 jako Skylar Astin Lipstein, New York, New York, USA) je americký herec a zpěvák. Nejvíce se proslavil rolí George v původní obsazení broadwayského muzikálu Probuzení jara. Ztvárnil vedlejší role ve filmech Hamlet na kvadrát, Zažít Woodstock  a Na šrot. Do širšího povědomí se dostal v roli Jesseho Swansona v hudebním filmu Ladíme! a jeho pokračování, Ladíme 2.

## Životopis
Vyrůstal v Rockland County v New Yorku jako syn Meryl a Barryho Lipsteinových. Má sestru jménem Brielle a dva bratry, Milana a Jace. Byl vychováván jako Žid. Absolvoval Clarkstown High School North a zúčastnil se letního tábora Stagedoor Manor. Byl také studentem na Tisch School of the Arts na Newyorské univerzitě, ale musel odejít kvůli velké absenci, když byl obsazen do Probuzení jara. V jeho patnácti letech mu jeho agent vybral prostřední jméno Astin a nahradil jím jeho příjmení.

## Kariéra
Od 10. prosince 2006 do 19. července 2008 vystupoval jako Georg, spolužák Melchoira a Moritze, který se zamilovat do své učitelky klavíru, v muzikálu Probuzení jara. Ve dnech 6. až 8. srpna 2010 ztvárnil roli Marka Cohena v Rentu, ve verzi režírovanou Neilem Patrickem Harrisem uváděnou v Holywood Bowl.
Roli Randa Posina si zahrál ve filmu Hamlet na kvadrát v roce 2008. Pro soundtrack nazpíval písničku „Raped Face“ s Phoebe Strole. Film měl premiéru na Filmovém festivalu Sundace. V roce 2009 se připojil k obsazení sitcomu Ace in the Hole, pořad však nebyl zastřešen žádnou televizní stanicí, a tak byl zrušen. V roce 2010 byl obsazen do dalšího sitcomu Strange Brew, který měl však stejný osud.
V roce 2011 se objevil v jedné epizodě seriálu Láska bolí a v roce 2012 v epizodě seriálu Girls. V 8. sérii seriálu Dr. House si zahrál pacienta. V roce 2012 byl obsazen do role Jesseho v komediálním a hudebním filmu Ladíme! a roli si zopakoval i v pokračování s názvem Ladíme 2. Jako Casey se objevil v komedii Na šrot.
V roce 2013 hrál v sitcomu Suterén roli Brodyho Moyera.

## Osobní život
Od roku 2014 chodil s herečkou Annou Camp, se kterou se seznámil na natáčení filmu Ladíme!. Dvojice se zasnoubila v lednu 2016 a vzali se dne 10. září 2016. V dubnu 2019 dvojice oznámila rozchod.

## Filmografie

### Film
| Rok  | Název                                | Role                  | Poznámky |
| ---- | ------------------------------------ | --------------------- | --- |
| 2006 | Stagedoor                            | Sám sebe              | |
| 2008 | Hamlet na kvadrát                    | Rand Posin            | |
| 2009 | Ace in the Hole                      | Tod Morella           | |
| 2009 | Strange Brew                         | Kyle                  | |
| 2009 | Zažít Woodstock                      | John P. Roberts       | |
| 2012 | Love Written in Blood II             | Henderson             | |
| 2012 | Raubíř Ralph                         | Roy (hlas)            | |
| 2012 | Ladíme!                              | Jesse Swanson         | Teen Choice Awards v kategorii nejlepší filmový herec v komediálním filmu Nominace - Teen Choice Award v kategorii nejlepší polibek (s Annou Kendrick) |
| 2013 | Na šrot                              | Casey                 | |
| 2013 | Cavemen                              | Dean                  | |
| 2015 | Flock of Dudes                       | David                 | |
| 2015 | Ladíme 2                             | Jesse Swanson         | |
| 2016 | Flock of Dudes                       | David                 | |
| 2016 | Monkey Up                            | Monty (hlas)          | |
| 2017 | Speech & Debate                      | Walter Healy          | |
| 2018 | Hot Air                              | Gareth Whitely        | |
| 2020 | Secret Society of Second Born Royals | profesor James Morrow | Disney+ film |
| —    | Ghosts of War                        | Eugene                | |

### Televize
| Role       | Název                             | Role                | Poznámky                                                              |
| ---------- | --------------------------------- | ------------------- | --------------------------------------------------------------------- |
| 2011       | Láska bolí                        | Ben                 | díl: „Boys to Men“                                                    |
| 2011       | The Online Gamer                  | Mikey               | Internetový seriál, 3 díly                                            |
| 2012       | Girls                             | Matt Kornstein      | díl: „Hannah's Diary“                                                 |
| 2012       | Dr. House                         | Derrick             | díl: „Holding On“                                                     |
| 2013–2015  | Suterén                           | Brody Moyer         | hlavní role, 20 dílů                                                  |
| 2014       | Glee                              | Jean Baptiste       | díl: „City of Angels“                                                 |
| 2015       | Comedy Bang! Bang!                | Sám sebe            | díl: „Skylar Astin Wears Blue Jeans and Weathered Brown Desert Boots“ |
| 2015       | Halt and Catch Fire - PC Rebelové | Jessie Evans        | 3 díly                                                                |
| 2016–2017  | Exprezident Graves                | Isaiah Miller       | 20 dílů                                                               |
| 2018       | Shortcomings                      | profesor Stardust   | díl: „Pilot Pitch Presentation“                                       |
| 2018–2019  | Crazy Ex-Girlfriend               | Greg Serrano        | hlavní role (4.řada), 10 dílů                                         |
| 2018–dosud | Trollové - Zpíváme dál            | Branch (hlas)       | hlavní role                                                           |
| 2019       | Vampirina                         | Frankenstein (hlas) | díl: „Franken-Wedding“                                                |
| 2020       | Zoey's Extraordinary Playlist     | Max                 | hlavní role                                                           |

### Internet
| Role | Název            | Role  | Poznámky |
| ---- | ---------------- | ----- | -------- |
| 2011 | The Online Gamer | Mikey | 3 díly   |

## Divadlo
| Role      | Název                        | Role             | Lokace                                   |
| --------- | ---------------------------- | ---------------- | ---------------------------------------- |
| 2006–2008 | Probuzení jara               | Georg Zirschnitz | Broadway                                 |
| 2010      | Bohémové                     | Mark Cohen       | Hollywood Bowl                           |
| 2016      | West Side Story              | Tony Wyzek       | Carnegie Hall                            |
| 2016      | God Bless You, Mr. Rosewater | Norman Mushari   | New York City Center Encores! Off-Center |
| 2017      | What We're Up Against        | Weber            | WP Theater McGinn/Cazale Theater         |
| 2019      | Čarovný les                  | Pekař            | Hollywood Bowl                           |

## Ocenění a nominace
| Rok  | Ocenění                        | Kategorie                                           | Práce        | Výsledek  |
| ---- | ------------------------------ | --------------------------------------------------- | ------------ | --------- |
| 2013 | Behind the Voice Actors Awards | nejlepší obsazení: hlas                             | Raubíř Ralph | vítězství |
| 2013 | Teen Choice Awards             | nejlepší filmový herec: komedie                     | Ladíme!      | vítězství |
| 2013 | Teen Choice Awards             | nejlepší filmový polibek (sdíleno s Annou Kendrick) | Ladíme!      | nominace  |
| 2015 | Teen Choice Awards             | nejlepší filmový herec: komedie                     | Ladíme 2     | vítězství |